# Rivière Némiscachingue
La rivière Némiscachingue est un affluent du lac Némiscachingue, l’un des lacs de tête de la Rivière du Lièvre qui se déverse dans la rivière des Outaouais, laquelle est un affluent de la rive nord du fleuve Saint-Laurent. Le cours de la rivière Némiscachingue traverse le territoire non organisés de Lac-Cabasta, dans la MRC Matawinie, dans la région administrative de Lanaudière, au Québec, au Canada.
Le cours de la rivière Némiscachingue descend vers le sud-est entièrement en zone forestière à l'ouest du bassin versant de la rivière Saint-Maurice. La surface de la rivière Némiscachingue est généralement gelée du début décembre jusqu’au début avril. Depuis la fin du XIXe siècle, la foresterie a été l’activité prédominante du bassin versant de la rivière Némiscachingue.

## Géographie
La rivière Némiscachingue prend sa source en zone forestière, à l’embouchure du lac Margaret (longueur : 2,0 km ; altitude : 561 m). Ce lac est situé à km au nord du lac Némiscachingue et au nord-ouest du Kempt.
L’embouchure du lac Margaret est située à 28,9 km au nord-ouest de l’embouchure du lac Kempt (tête de la rivière Saint-Maurice), à 57,8 km au nord-ouest du centre du village de Manawan et à 136 km à l'ouest du centre-ville de La Tuque.
À partir de l’embouchure du lac Margaret, la rivière Némiscachingue coule sur 32,5 km, selon les segments suivants :
- 1,2 km vers le nord-est dans le territoire non organisé du Lac-Cabasta, jusqu’à l’embouchure d’un lac sans nom (longueur : 1,0 km ; altitude : 531 m) que le courant traverse sur 0,2 km ;

- 2,2 km vers le sud-est, en traversant sur sa pleine longueur le lac Dutil (longueur : 1,0 km ; altitude : 527 m) et un lac sans nom (longueur : 0,7 km ; altitude : 520 m), jusqu’à l’embouchure qui est situé à la limite du canton de Drouin (La Tuque) ;

- 4,9 km vers le sud-ouest, puis vers le sud, en traversant la partie nord du lac Pointu (longueur : 0,7 km ; altitude : 485 m) sur 0,2 km, jusqu’à la rive nord du lac Edna ;

- 2,4 km vers le sud, en traversant le lac Edna (altitude : 484 m) sur sa pleine longueur, jusqu’à son embouchure ;
- 2,4 km vers le sud, en traversant le lac Ida (altitude : 484 m) sur sa pleine longueur, jusqu’à son embouchure ;
- 17,7 km vers le sud, en traversant le lac Ida (longueur : 1,5 km ; altitude : 484 m) en début de segment, puis en recueillant les eaux de la décharge des lacs Spartman et Weasel, jusqu’à la décharge du lac du Pinson Doré (venant du sud-est) ;

- 1,7 km vers le sud-ouest, jusqu’à la rive nord du lac Némiscachingue, soit la confluence de la rivière[2].

La rivière Némiscachingue se déverse dans le territoire non organisé de Lac-Cabasta sur la rive nord du lac Némiscachingue (longueur : km ; altitude : m) que le courant traverse sur sa pleine longueur. Le lac Némiscachingue est situé du côté nord-ouest de la baie Atibenne du lac Kempt. Il se décharge vers le nord dans le lac Toulouse, lequel se décharge à son tour dans le lac à la Culotte (longueur : km ; altitude : m). Puis le courant traverse le lac Adonis (longueur : km ; altitude : m) qui constitue le dernier lac de tête de la rivière du Lièvre.
La confluence de la rivière Némiscachingue est située à :
- 17,0 km à l'ouest de l’embouchure du lac Kempt ;
- 32,8 km au nord du centre du village de Manawan ;
- 126 km à l'ouest du centre-ville de La Tuque.

## Toponymie
Le toponyme rivière Némiscachingue a été officialisé le 5 décembre 1968 à la Commission de toponymie du Québec.